# Гранитное (Криничанский район)
Гранитное (укр. Гранітне) — посёлок,
Затишнянский сельский совет,
Криничанский район,
Днепропетровская область,
Украина.
Код КОАТУУ — 1222082702. Население по переписи 2001 года составляло 97 человек.

## Географическое положение
Посёлок Гранитное находится на расстоянии в 1,5 км от села Михайловка.
По селу протекает пересыхающий ручей с запрудой.

## Известные жители и уроженцы
- Головко, Степан Фёдорович (1935—?) — Герой Социалистического Труда.